# Senza veli (romanzo)
Senza veli è un romanzo di Chuck Palahniuk del 2010.
Il romanzo, ambientato nella Hollywood di Bette Davis e Joan Crawford, racconta il tramonto della diva Katherine Kenton, del suo innamoramento per il giovane Webster Carlton Westward III. La narrazione è affidata alle parole di Hazie Coogan, domestica e amica della Kenton.
La traduzione dell'edizione italiana è affidata a Matteo Colombo.